# Glypta kamijoi
Glypta kamijoi là một loài tò vò trong họ Ichneumonidae.